# インダストリアル・エンジニアリング
インダストリアル・エンジニアリング（英: industrial engineering、IE）は、工学の一分野。一般には英語の頭文字をとって単に IE（アイ・イー）と呼ばれる。また稀に日本で独自に派生した略称の IEr も散見される。
直訳は産業工学。その語意は「経営管理や生産管理に活用する科学的な技術手法の総称」である。日本ではインダストリアル・エンジニアリングをその内容によって、産業工学、生産工学、経営工学、管理工学と訳し分けてきた。

## 概要
日本ではインダストリアル・エンジニアリングを訳して、産業工学、生産工学、経営工学、管理工学というが、明確な定義はなく「IE」がもっとも適正な用語として使用される。インダストリアル・エンジニアリングの定義は各国それぞれであり、インダストリアル・エンジニアリングの発展とともに変化を続けている。米国IE協会は、「インダストリアル・エンジニアリングは、人間、資材、設備、およびエネルギーの総合されたシステムの設計、改善、および実施に関する技術である。インダストリアル・エンジニアリングは、このようなシステムによって得られる結果を明示し、予測し、評価するために、工学的な分析や計画に関する方法とともに、数学、物理学、および社会科学における専門知識や技法を使用する」としている。
日本IE協会は、「IEは、人間、材料、および設備が一体となって機能を発揮するマネジメント・システムの設計、改良、設置をすることである。前記システムの成果を規定し、予測し、評価するために、数学、自然科学、人文科学中の特定の知識を利用するとともに、技術上の分析と総合についての原理と手法を併用する」としている。これらを全体的に捉えれば、経営管理の問題解決に必要なエンジニアリングアプローチといえる。

## 類型

### 経営管理全般に関する分野
長期経営計画策で重要といえる経営予測、マピー法（MAPI）が中心の設備計画（新製品の研究・開発・評価）、情報システム（設計・管理）、事務のオートメーション化によるオフィス・オートメーション（OA）、商品計画などが挙げられる。これらを包括したメジャーともいえる手法はオペレーションズ・リサーチ（OR）である。

### 生産（作業）に関する分野
狭義ではIEの基礎となる部分、作業研究（作業測定・改善）のことである。作業測定はフレデリック・テイラーの科学的管理法からなる時間研究である。過去に時計に似た器具を使って標準時間を測定していた。近年ではPTS法（既定時間法）という、WF法、MTM法、DMT法が広く採用されている。まだ作業実行前の計画段階で、作業や動作などの相互関係を「定量的」に分析することが可能である。
作業改善は作業研究といわれ、ギルブレスの動作研究が基となる。現在ではメモ・モーション分析、マイクロモーション分析などの高度な撮影技術やVTRなどで分析をする。
他に生産現場の作業だけではなく、インダストリアル・エンジニアリングは作業測定・改善を基にした事務作業でも使われることがある。
- 生産計画
- 工場配置
- 作業管理
- 賃金管理

などが挙げられ、またこれらの主要な事務管理をスムーズにするために以下がある。
- 資材管理
- 在庫管理
- 設備管理インダストリアルデザインにより開発された製品（iPod nano）
- 運搬管理
- エネルギー管理（動力管理、熱管理など）
- 品質管理
- 外注管理

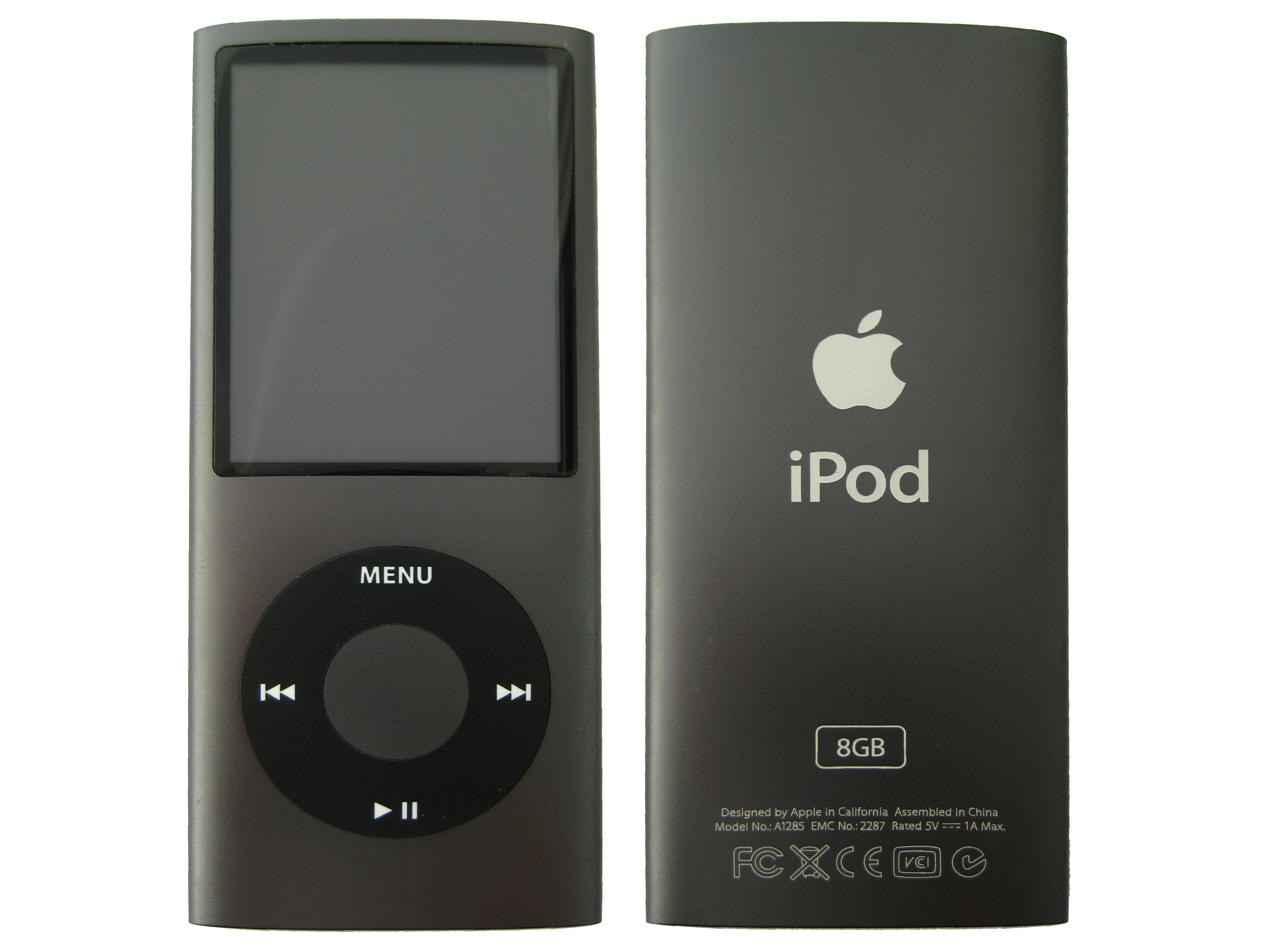
インダストリアルデザインにより開発された製品（iPod nano）

工学・技術的な手法を用いて原価管理や原単位管理の計算を補うことができる。